# David O. McKay
Pour les articles homonymes, voir David MacKay et MacKay.
David Oman McKay, né le 8 septembre 1873 à Huntsville (Territoire de l'Utah) et mort le 18 janvier 1970 à Salt Lake City (Utah), est un chef religieux américain. Il est le 9e président de l'Église de Jésus-Christ des saints des derniers jours de 1951 à sa mort. Apôtre, membre puis président du Collège des douze apôtres, il fut conseiller de l'ordre pendant 64 ans, un record historique dans l'Histoire du mormonisme.

## Président de l'Église

### Accession

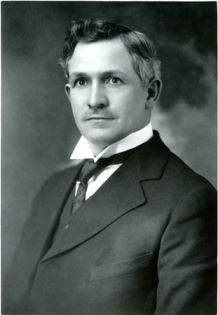
David O. McKay.

À 77 ans, David O McKay devient président de l'Église de Jésus-Christ des saints des derniers jours, ce qu'il sera jusqu'à sa mort, 19 ans plus tard. Pendant cette période, le nombre de membres et de pieux dans l'Église triplera presque : de 1,1 million à 2,8 millions, et 184 à 500 respectivement (fin 2009, il y aura environ 13,8 millions de membres et 2800 pieux).

### Mesures
McKay sera opposé au communisme qu'il considérera comme philosophiquement opposée à la foi, compte tenu de ses fondements athées et de sa négation de la liberté de choix. En outre, les pays communistes interdiront généralement le prosélytisme des missionnaires mormons.
Sous la présidence de McKay, la position de l'Église sur l’accès des Noirs à la prêtrise sera adoucie. À partir des années 1950, il ne sera plus nécessaire aux membres supposés d’ascendance africaine de prouver leur filiation ‘non africaine’. Les membres de l’Église à la peau foncée pourront détenir la prêtrise, sauf preuve qu’ils sont originaires d'Afrique. Cette politique facilitera le prosélytisme et l'ordination sacerdotale en Amérique du Sud et dans d'autres régions du monde racialement mixtes comme l’Afrique du Sud. Les Noirs d'ascendance africaine (y compris aux États-Unis) ne seront autorisés à détenir la prêtrise que huit ans après la mort de McKay survenue en 1970. Cela se produira en 1978, sous la présidence de Spencer W. Kimball.
C'est sous la présidence de McKay, en 1961, que l'Église lancera le programme de coordination de la prêtrise. Au cours des années 1970, les collèges de la prêtrise mettront en place des organisations dirigées à tous les niveaux par des femmes. Parmi ces organisations : la Société de secours. Cette organisation fera partie des organisations auxiliaires de l'Église. Ces organisations, coordonnées par la prêtrise, continuent d'être une caractéristique de l'Église de Jésus-Christ des saints des derniers jours.

### Fin de la présidence
Le célèbre réalisateur Cecil B. DeMille consultera McKay au cours de la production de Les Dix Commandements. Leur amitié durera jusqu'à la mort de DeMille. En 1957, DeMille prononcera un discours à l'Université Brigham Young, invité par McKay.
David O. McKay gardera un rythme soutenu de voyages jusqu'à sa 90e année. La dégradation de sa santé conduira à la nomination d'un conseiller supplémentaire dans la Première Présidence, ce qui peut se produire quand un président de l’Église est dans l’incapacité de présider les réunions. David O. Mc Kay décèdera le 18 janvier 1970, à l'âge de 96 ans.

## Publications
- (en) David O. McKay, Ancient Apostles, Deseret Book, 1964
- (en) David O. McKay et Clare Middlemiss (compiled by), Cherished Experiences from the Writings of President David O. McKay, Deseret Book, 1955
- (en) David O. McKay et G. Homer Durham (selected by), Gospel Ideals: Selections from the Discourses of David O. McKay, Improvement Era, 1953
- (en) David O. McKay et Llewelyn R. McKay (compiled by), Home Memories of President David O. McKay, Deseret Book, 1959
- (en) David O. McKay et Clare Middlemiss (compiled by), Man May Know for Himself: Teachings of President David O. McKay, Deseret Book, 1967
- (en) McKay, David O., "My Young Friends...": President McKay Speaks to Youth, Bookcraft, 1973
- (en) McKay, David O. et compiled by Llewelyn R. McKay, Pathways to Happiness, Bookcraft, 1957
- (en) McKay, David O. et compiled by Llewelyn R. McKay, Secrets of a Happy Life, Prentice Hall, 1960
- (en) McKay, David O. et compiled by Llewelyn R. McKay, Stepping Stones to an Abundant Life, Deseret Book, 1971
- (en) McKay, David O. et compiled by Clare M. Middlemiss, Treasures of Life, Deseret Book, 1962
- (en) McKay, David O. et compiled by Llewelyn R. McKay, True to the Faith: From the Sermons and Discourses of David O. McKay, Bookcraft, 1966
- (en) David O. McKay, Stan Larson (directeur) et Patricia Larson (directeur), What E'er Thou Art Act Well Thy Part: The Mission Diaries of David O. McKay, Blue Ribbon Books, 1999